# Merimbla ingelheimensis
Merimbla ingelheimensis är en svampart som först beskrevs av J.F.H. Beyma, och fick sitt nu gällande namn av Pitt 1979. Merimbla ingelheimensis ingår i släktet Merimbla och familjen Trichocomaceae.   Inga underarter finns listade i Catalogue of Life.